# Xyris rupicola
Xyris rupicola är en gräsväxtart som beskrevs av Carl Sigismund Kunth. Xyris rupicola ingår i släktet Xyris och familjen Xyridaceae. Inga underarter finns listade i Catalogue of Life.